# Рюдо, Люсьен
Люсьен Рюдо (фр. Lucien Rudaux; 16 октября 1874, Кодбек-ле-Эльбёф — 15 марта 1947, Париж) — французский художник, писатель и астроном, один из пионеров космического искусства. Наиболее плодотворно писал картины в 1920-х и 1930-х годах.
Именем художника названы кратер на Марсе и астероид (2274) Рюдо.

## Биография
Люсьен Рюдо был сыном художника и гравюра Эдмона Рюдо.
В 1892 году он вступил во Французское астрономическое общество. В 1894 году основал обсерваторию в Донвиле, в которой работал и зарисовывал картины звёздного неба. В 1895—1896 годах проходил воинскую службу в Гранвиле.
С 1903 года работал автором статей и художником в журнале La Nature, а с 1905 года — в журнале L’Illustration. В 1912 году получил должность чиновника народного просвещения.
На Первую мировую войну ушёл в августе 1914 года, служил в 79-м территориальном пехотном полку, с 1915 года по 1917 года в 10-м медицинском отделении.
Является автором популярных книг по астрономии, таких как «То, что мы видим на небе, астрономия — практические понятия» (Ce qu’on voit dans le ciel, notions pratiques d’astronomie, 1915), «Астрономия на основе наблюдений» (Manuel pratique d’astronomie, 1925), «Другие миры» (Sur les autres Mondes, 1937), «Луна и её история» (La Lune et son histoire, 1946).
В 1920-х и 1930-х годах писал картины космических пейзажей.
С 1936 года жил на бульваре Сен-Мишель в Париже.
Был членом Астрономического общества Франции и Национального метеорологического бюро.
В 1936 году Люсьену Рюдо было присвоено рыцарское звание кавалера Ордена Почетного легиона.

## Галерея

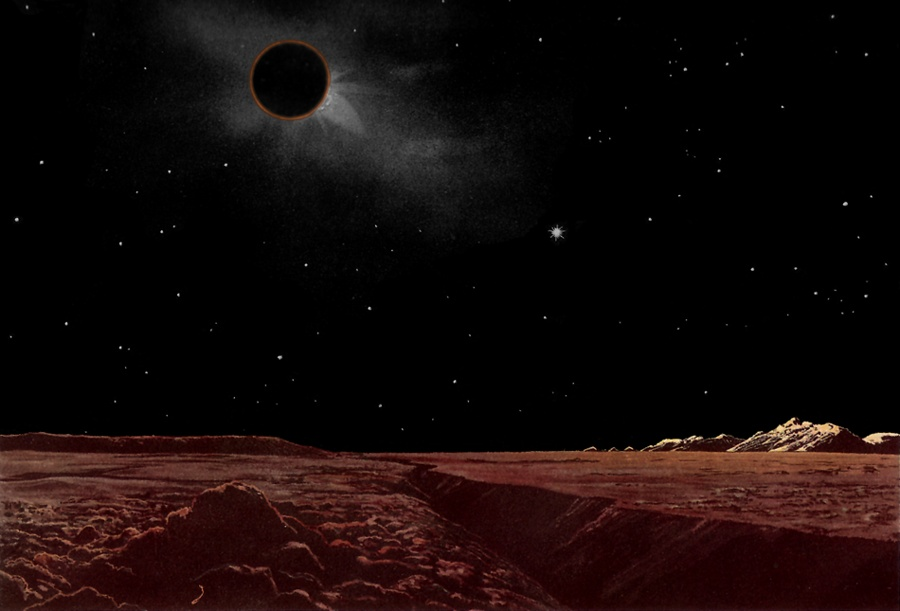
Лунное затмение
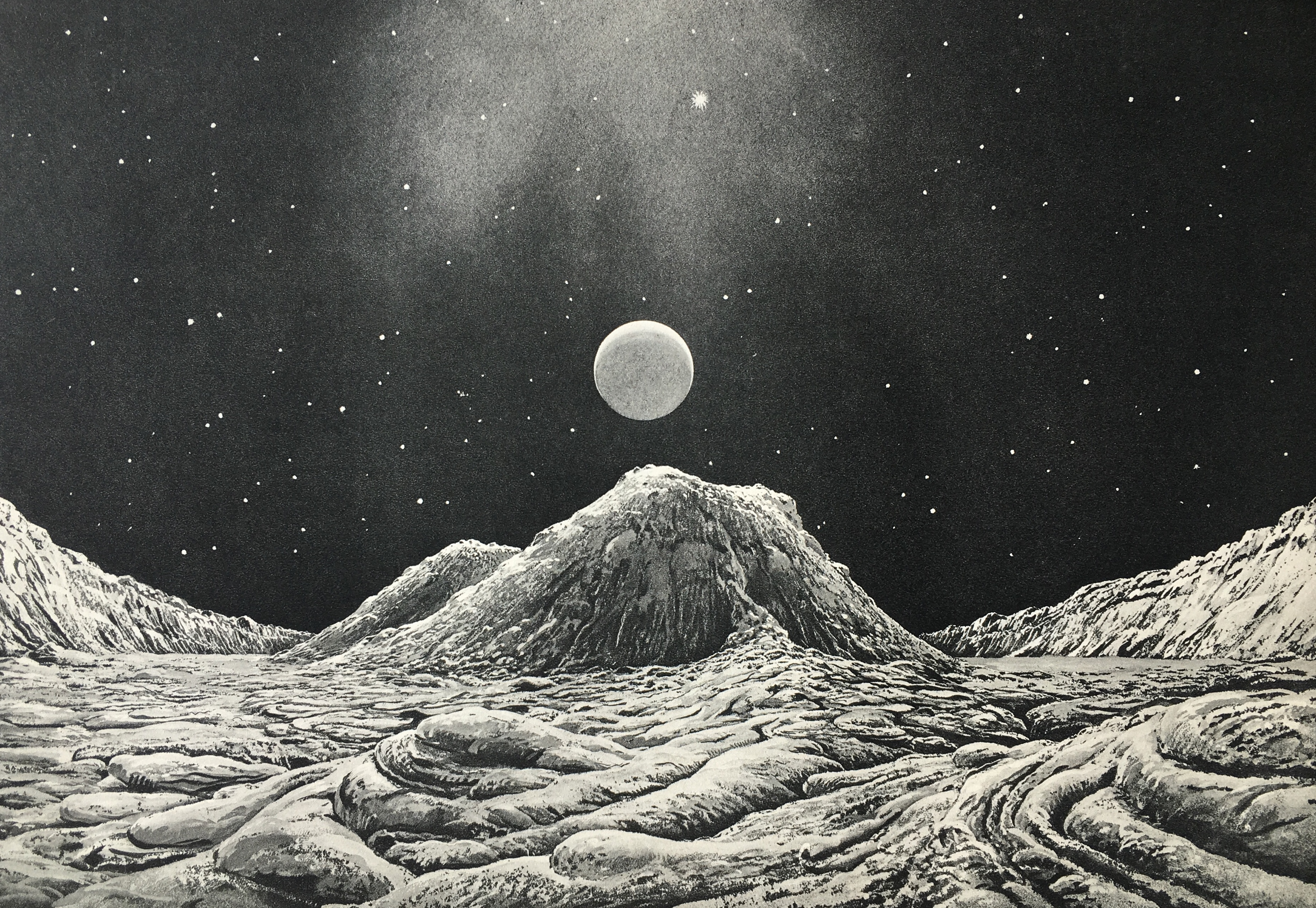
В других мирах
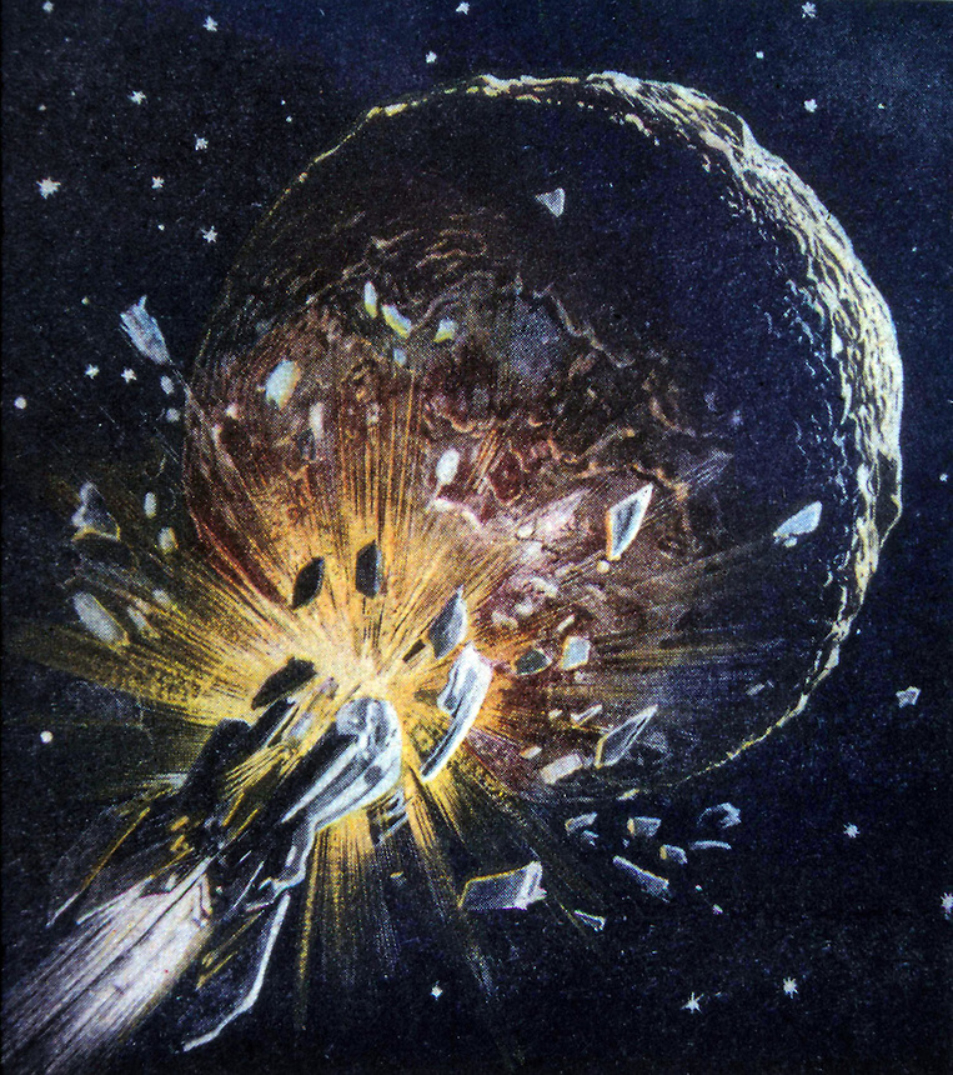
Опасности космоса
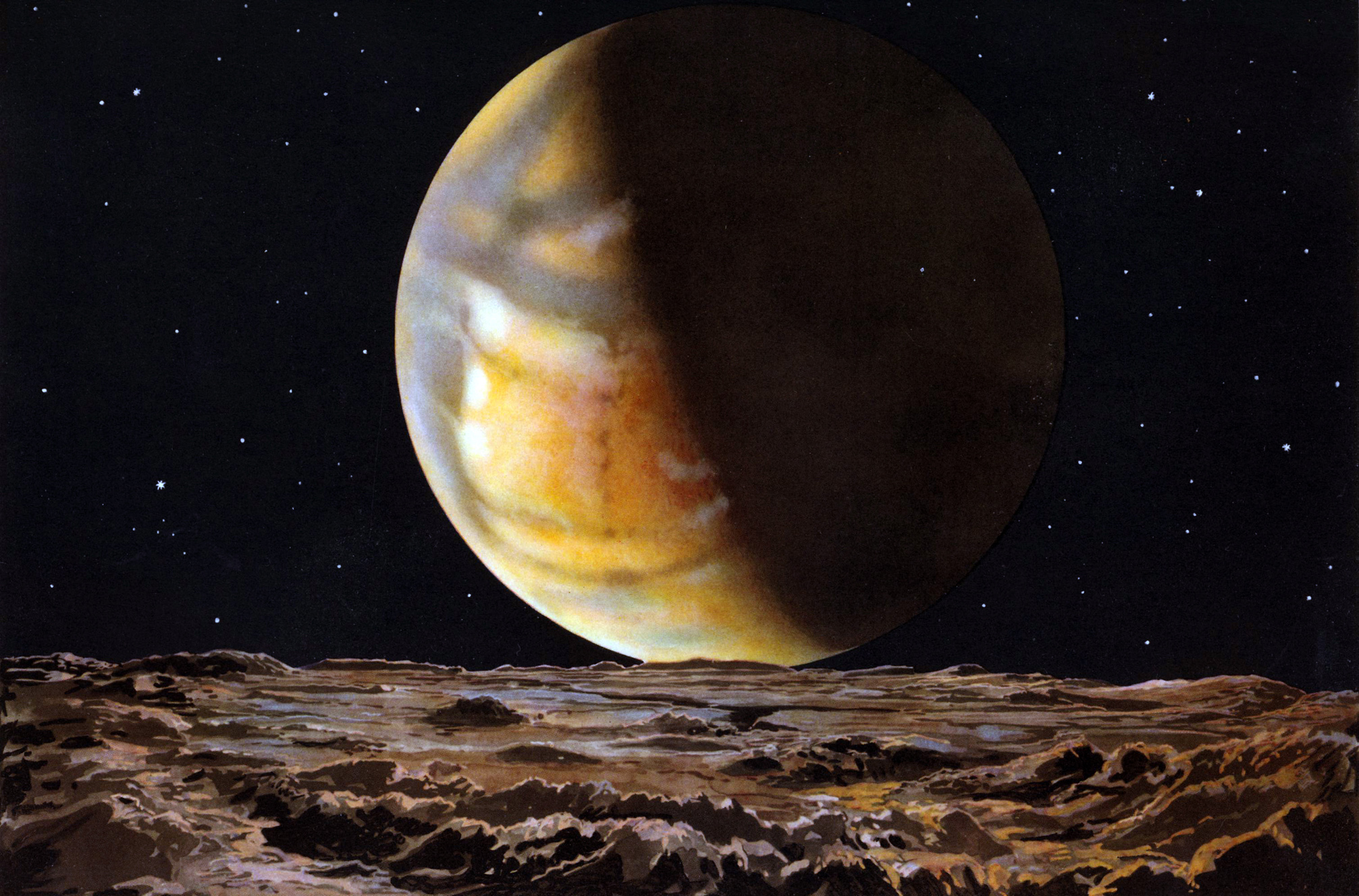
Марс

## Публикации на французском языке
- Ce qu'on voit dans le ciel - notions pratiques d'astronomie :  [фр.] / Librairie Garnier Frères. — Paris, 1915.
- Alphonse Berget. Le Ciel :  [фр.] / Librairie Larousse. — Paris, 1923., illustrated by Lucien Rudaux.
- Manuel Pratique d'Astronomie :  [фр.] / Larousse. — Paris, 1925. (later editions 1952, with collaborator Gérard de Vaucouleurs)
- Sur Les Autres Mondes :  [фр.] / Larousse. — Paris, 1937. (later edition. 1990)
- La Lune et son histoire :  [фр.] / Nouvelles Éditions Latines. — Paris, 1947.